# Morlincourt
Pour l’article ayant un titre homophone, voir Morlaincourt.
Morlincourt est une commune française située dans le département de l'Oise en région Hauts-de-France.

## Géographie

### Description
Minlincourt est une commune du Noyonnais jouxtant par le sud-est Noyon.
Elle est située dans l'aire d'attraction de Noyon et le bassin de vie de cette ville, ainsi que dans la zone d'emploi de Compiègne.

### Communes limitrophes
Les communes limitrophes sont Noyon, Pontoise-lès-Noyon, Salency et Varesnes.

### Géologie et relief
La superficie de la commune est de 3,42 km2 ; son altitude varie de 36  à   57 mètres.
En 1851, Louis Graves indiquait que le territoire de la commune, « de médiocre étendue, plane, entièrement découvert, atteint vers le nord, la route de Noyon à La Fère, vers le sud-ouest, la chaussée de Noyon à Cuts, et a pour limite au sud-est le lit sinueux de l'Oise
Le chef-lieu, formé de plusieurs rues croisant à angle droit, touche à la limite ouest ».

### Hydrographie

#### Réseau hydrographique

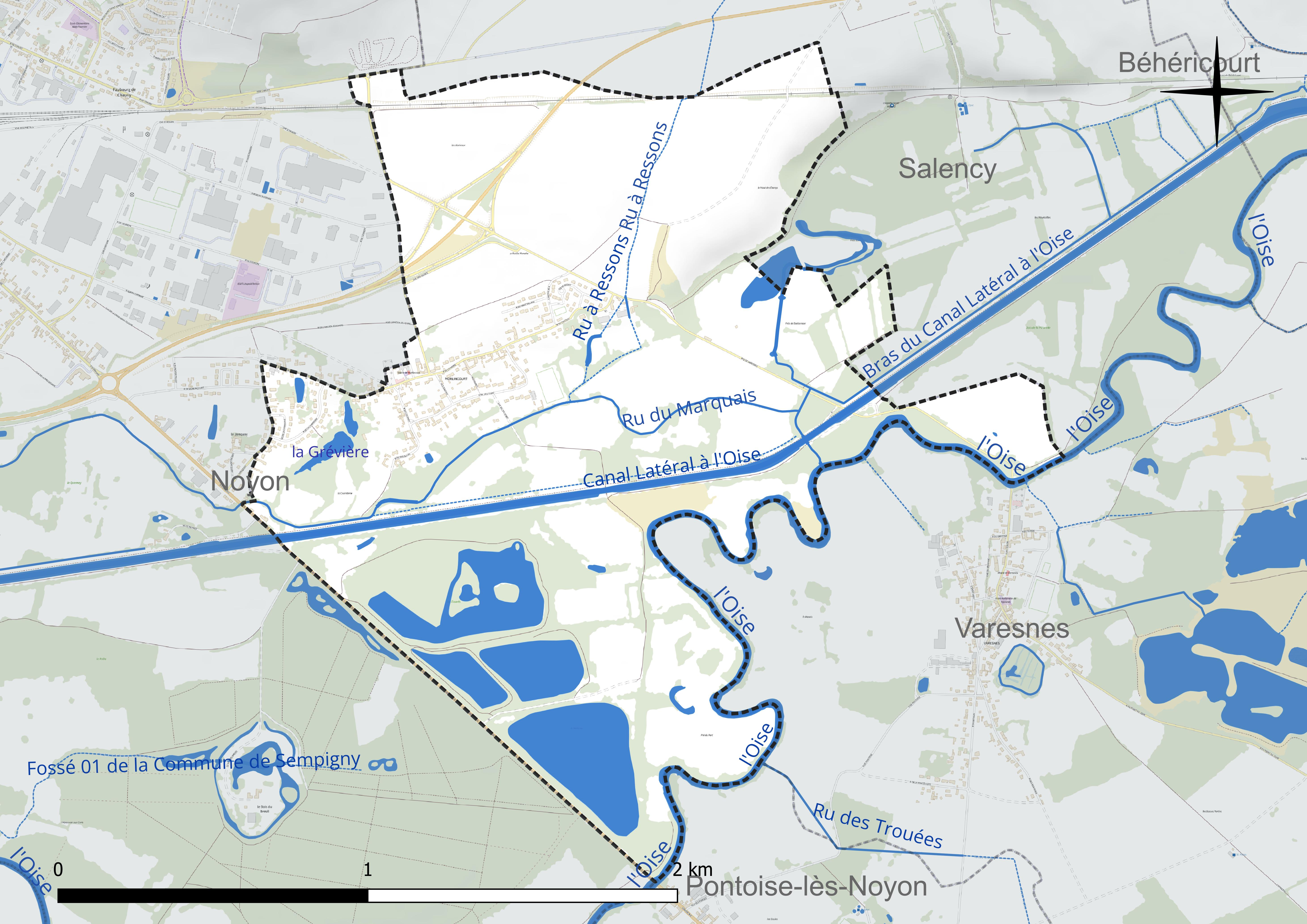
Réseau hydrographique de Morlincourt.

La commune est située dans le bassin Seine-Normandie.
Elle est drainée par le canal latéral à l'Oise, l'Oise, divers bras du le canal latéral à l'Oise, le canal 04 de la commune de Béhéricourt, le ru à Ressons et le ru du Marquais,,.
Le canal latéral à l'Oise est un canal de gabarit Freycinet qui dessert l'Est de la Picardie. D'une longueur de 35 km, il connecte le canal de Saint-Quentin (depuis Chauny) à l'Oise canalisée à hauteur de JanvilleChauny) à l'Oise canalisée à hauteur de Janville, après avoir traversé 22 communes.
L'Oise prend sa source en Belgique, à 309 mètres d'altitude, dans l'ancienne commune de Forges et se jette dans la Seine à 20 mètres d'altitude, au Pointil en rive droite et en aval du centre de Conflans-Sainte-Honorine dans le département des Yvelines. D'une longueur 341 kilomètres, elle est presque entièrement navigable et bordée de canaux sur 104 kilomètres. Les caractéristiques hydrologiques de l'Oise sont données par la station hydrologique située sur la commune de Sempigny. Le débit moyen mensuel est de 33,8 m3/s. Le débit moyen journalier maximum est de 279 m3/s, atteint lors de la crue du 24 décembre 1993. Le débit instantané maximal est quant à lui de 287 m3/s, atteint le même jour.
Un plan d'eau complète le réseau hydrographique : la Grévière (1 ha),.

#### Gestion et qualité des eaux
Le territoire communal est couvert par le schéma d'aménagement et de gestion des eaux (SAGE) « Sensée ». Ce document de planification concerne un territoire de 1 013 km2 de superficie, délimité par le bassin versant de l'Oise moyenne. Le périmètre a été arrêté le 24 avril 2017 et le SAGE est, en 2024, encore en élaboration. La structure porteuse de l'élaboration et de la mise en œuvre est le syndicat mixte du SAGE Oise-Moyenne (SMOM).
La qualité des cours d'eau peut être consultée sur un site dédié géré par les agences de l'eau et l'Agence française pour la biodiversité.

### Climat
Pour des articles plus généraux, voir Climat des Hauts-de-France et Climat de l'Oise.
En 2010, le climat de la commune est de type climat océanique dégradé des plaines du Centre et du Nord, selon une étude du CNRS s'appuyant sur une série de données couvrant la période 1971-2000. En 2020, Météo-France publie une typologie des climats de la France métropolitaine dans laquelle la commune est dans une zone de transition entre le climat océanique et le climat océanique altéré et est dans la région climatique Nord-est du bassin Parisien, caractérisée par un ensoleillement médiocre, une pluviométrie moyenne régulièrement répartie au cours de l'année et un hiver froid (3 °C).
Pour la période 1971-2000, la température annuelle moyenne est de 10,6 °C, avec une amplitude thermique annuelle de 15,2 °C. Le cumul annuel moyen de précipitations est de 677 mm, avec 10,8 jours de précipitations en janvier et 8,7 jours en juillet. Pour la période 1991-2020, la température moyenne annuelle observée sur la station météorologique la plus proche, située sur la commune de Chauny à 14 km à vol d'oiseau, est de 11,1 °C et le cumul annuel moyen de précipitations est de 709,9 mm,. Pour l'avenir, les paramètres climatiques de la commune estimés pour 2050 selon différents scénarios d'émission de gaz à effet de serre sont consultables sur un site dédié publié par Météo-France en novembre 2022.

### Milieux naturels et biodiversité
Les Prairies de Morlincourt, propriété du Conservatoire d'espaces naturels de Picardie, composées de parcelles isolées de prairies de fauche en majorité et s'étendant sur 2,3 ha, sont l'un des nombreux espaces naturels d'une grande richesse de la moyenne Vallée de l'Oise. Ils abritent les habitats du Cuivré des marais et du Râle des genêts (prairies de fauche), Boisements alluviaux, Mégaphorbiaies.

## Urbanisme

### Typologie
Au 1er janvier 2024, Morlincourt est catégorisée commune rurale à habitat dispersé, selon la nouvelle grille communale de densité à sept niveaux définie par l'Insee en 2022.
Elle appartient à l'unité urbaine de Noyon, une agglomération intra-départementale regroupant quatre communes, dont elle est une commune de la banlieue,,. Par ailleurs la commune fait partie de l'aire d'attraction de Noyon, dont elle est une commune de la couronne,. Cette aire, qui regroupe 38 communes, est catégorisée dans les aires de moins de 50 000 habitants,.

### Occupation des sols

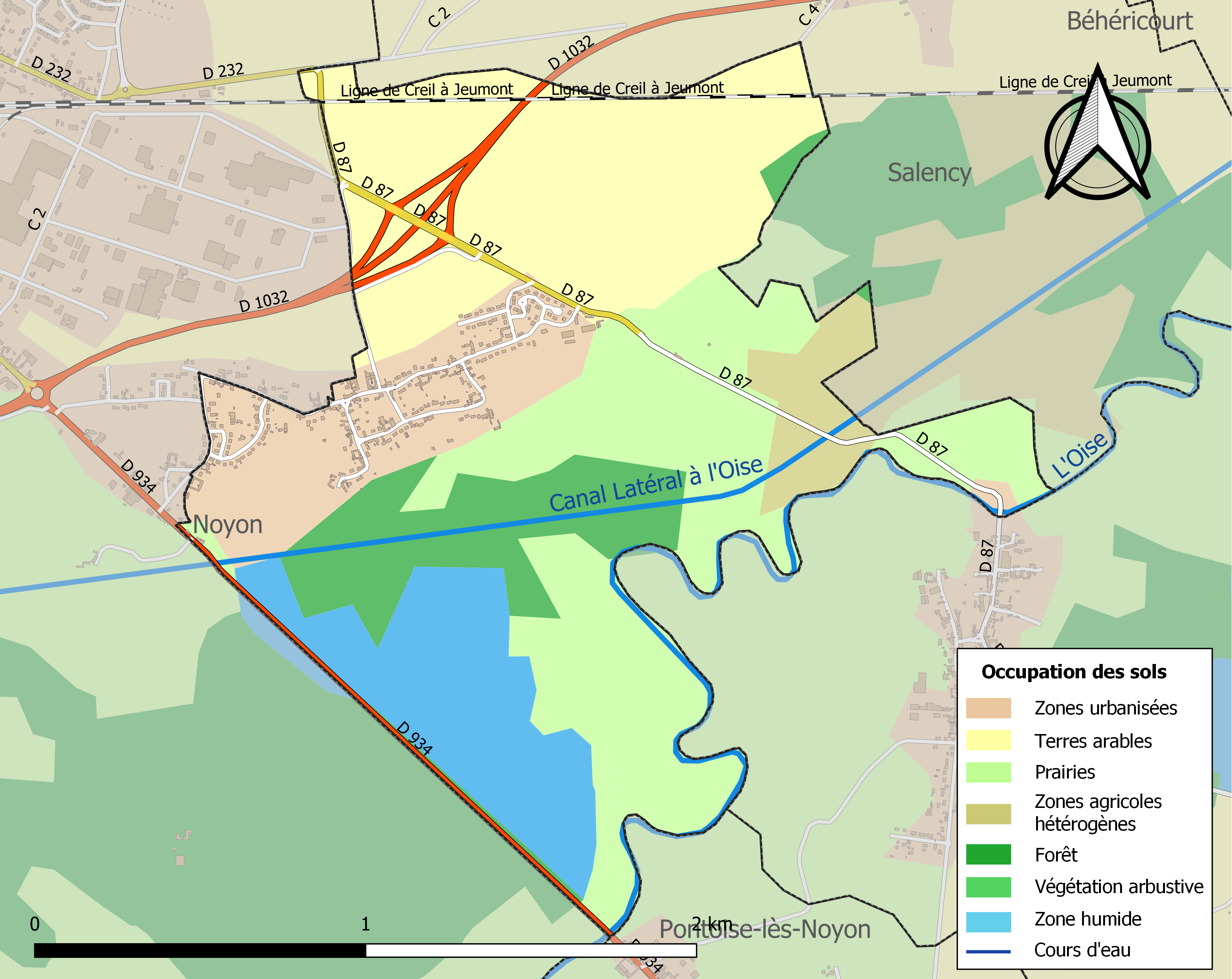
Carte des infrastructures et de l'occupation des sols de la commune en 2018 (CLC).

L'occupation des sols de la commune, telle qu'elle ressort de la base de données européenne d'occupation biophysique des sols Corine Land Cover (CLC), est marquée par l'importance des territoires agricoles (61 % en 2018), en diminution par rapport à 1990 (62,1 %). La répartition détaillée en 2018 est la suivante :
prairies (29,6 %), terres arables (27,2 %), zones urbanisées (13,9 %), eaux continentales (13 %), forêts (12,1 %), zones agricoles hétérogènes (4,2 %). L'évolution de l'occupation des sols de la commune et de ses infrastructures peut être observée sur les différentes représentations cartographiques du territoire : la carte de Cassini (XVIIIe siècle), la carte d'état-major (1820-1866) et les cartes ou photos aériennes de l'IGN pour la période actuelle (1950 à aujourd'hui).

### Habitat et logement
En 2020, le nombre total de logements dans la commune était de 223, alors qu'il était de 217 en 2015 et de 190 en 2010.
Parmi ces logements, 98,2 % étaient des résidences principales, 0,5 % des résidences secondaires et 1,4 % des logements vacants. Ces logements étaient pour 98,6 % d'entre eux des maisons individuelles et pour 1,4 % des appartements.
Le tableau ci-dessous présente la typologie des logements à Morlincourt en 2020 en comparaison avec celle de l'Oise et de la France entière. Une caractéristique marquante du parc de logements est ainsi la faible proportion des résidences secondaires et logements occasionnels (0,5 %) par rapport au département (2,4 %) et à la France entière (9,7 %).
| Typologie                                               | Morlincourt | Oise | France entière |
| ------------------------------------------------------- | ----------- | ---- | -------------- |
| Résidences principales (en %)                           | 98,2        | 90,5 | 82,1           |
| Résidences secondaires et logements occasionnels (en %) | 0,5         | 2,4  | 9,7            |
| Logements vacants (en %)                                | 1,4         | 7,1  | 8,2            |

### Voies de communication et transports
Morlincourt est desservi par les anciennes RN 32 et RN 334 (désormais respectivement RD 1032 et 934) et par la RD 87 qui lui donnent un accès aisé à Noyon et aux villes principales de Picardie.
La commune est desservie, en 2023, par les lignes 672 et 673 du réseau interurbain de l'Oise.

## Toponymie
Morlincourt, molendini curtis, qui signifie domaine du moulin, s'est écrit également Morlaincourt, Morlancourt, Molancourt, Morlincort.

## Histoire

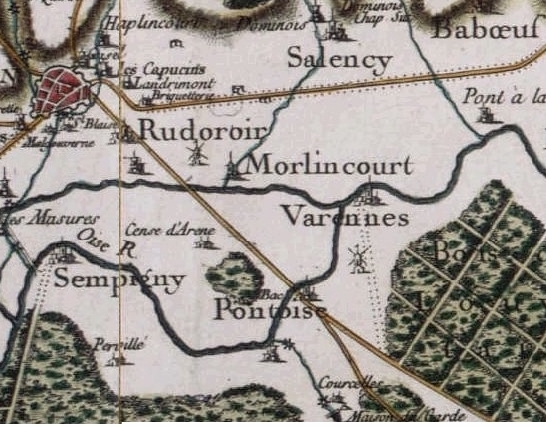
Carte de Cassini du secteur (vers 1750).

### Moyen Âge
En 937, il y avait dans le hameau de la Rue d'Orroire une chapelle Saint-Nicolas. Plus tard une église Saint-Etienne fut construite à Morlincourt, démolie en 1591 et reconstruite en 1757. Elle servait de paroisse aux habitants de Morlincourt et du faubourg de Noyon.

### Temps modernes
Emile Coët (1822-1906) a écrit en 1883 une "Notice historique et statistique sur les communes de l'arrondissement de Compiègne" dans laquelle il parle de Morlincourt (pp. 261–262). Malheureusement cet auteur fait une confusion de lieux. Antoine de Blottefière n'a jamais été seigneur de Morlincourt, ni de Vauchelles dans l'Oise, mais de Morlancourt et de Vauchelles-lès-Domart dans la Somme.
Le moulin qui est figuré à l'ouest du village sur la carte de Cassini était encore debout en 1883 mais avait cessé son activité.
Le château de Morlincourt a été bâti en brique et pierre, couvert d'ardoise, vers 1786
En 1831 le château est occupé par François de Grattier de Grattery qui décède en 1854. Ses héritiers vendent alors le domaine au noyonnais Adrien de Roucy (1829-1894). Son fils Gaston de Roucy (1855-1915) prendra sa suite, puis son petit-fils Jean de Roucy (1891-1967) et enfin son arrière petit-fils Alain de Roucy (1928-2015) qui le vendra vers 2008.

### Époque contemporaine
En 1851, la population vivait principalement des cultures maraîchères. La commune était propriétaire du presbytère, d'une école, d'une fontaine et d'un lavoir, de terrains de jeux d'arc et de tamis, et de quelques parcelles de marais.

Morlincourt au tout début du XXe siècle
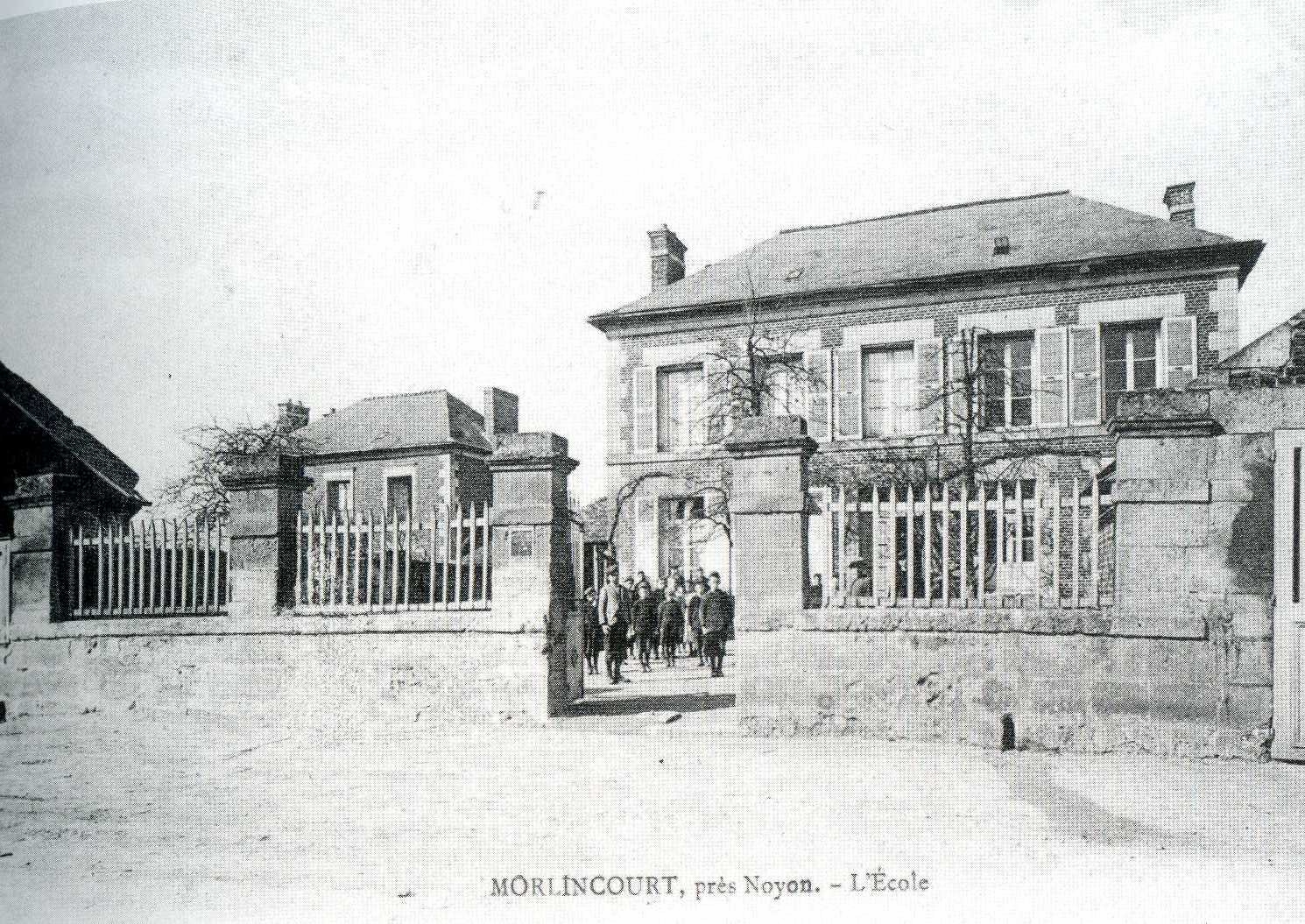
La mairie et l'école vers 1910.
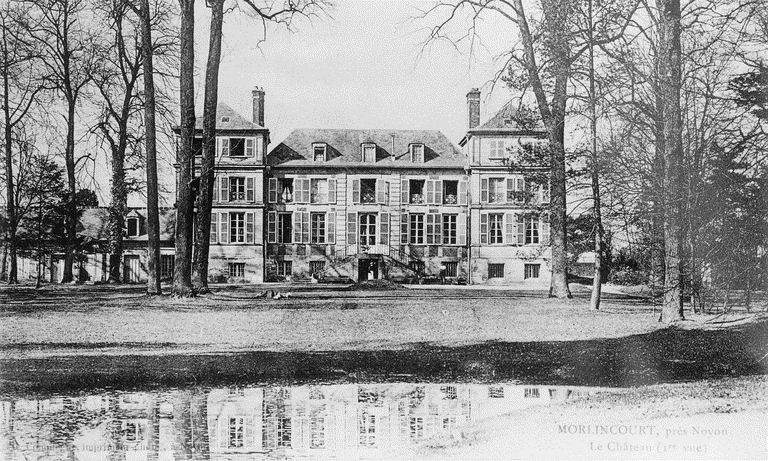
Le château vers 1910.
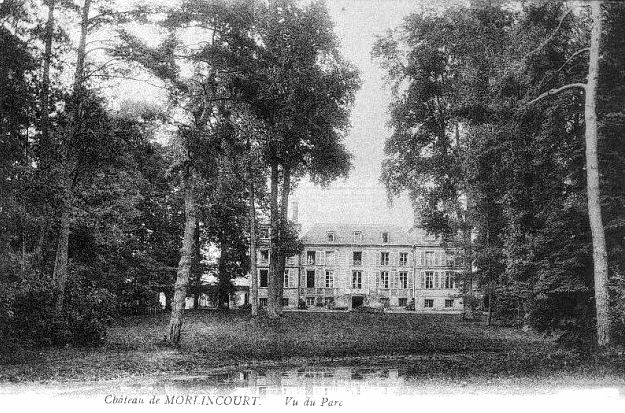
Le parc du château vers 1910.

#### Première Guerre Mondiale
Dès le début du mois de septembre 1914, Morlincourt, comme toute la région, est occupé par l'armée allemande et reste loin du front qui se stabilise à une vingtaine de kilomètres à sud-ouest vers Lassigny et Ribécourt-Dreslincourt jusqu'au début de 1917.
Pendant 30 mois les habitants vivent sous le joug des occupants qui réquisitionnent des pièces dans les habitations, le matériel, la nourriture et obligent hommes et femmes à travailler dans les champs pour nourrir les soldats du front. Le château est pillé.
En février 1917, lors du retrait des Allemands sur la ligne Hindenburg, le village est évacué par l'ennemi. Contrairement à d'autres villages de la région qui ont été complètement rasés par les Allemands, Morlincourt a subi peu de dégâts. Le secteur passe sous contrôle allié puis est de nouveau repris par l'ennemi lors de l'offensive du printemps de mars 1918. C'est au cours de cette période que les bombardements font de nombreux dégâts à la mairie à l'église et aux habitations. Ce n'est que début octobre 1918 que le secteur est définitivement repris.

Le village après la guerre
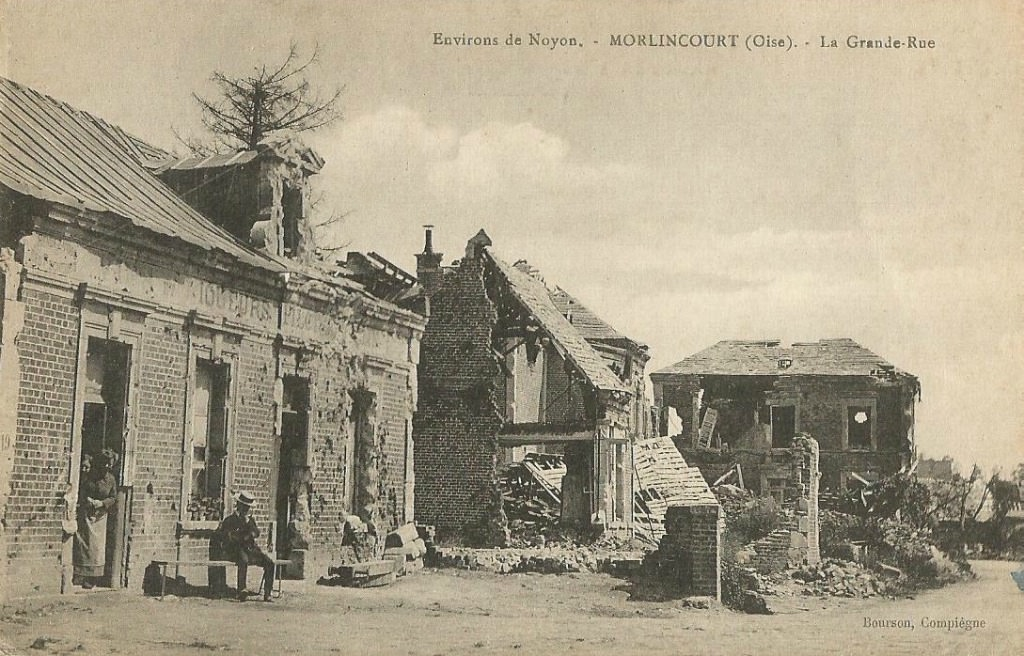
La Grande Rue vers 1920.
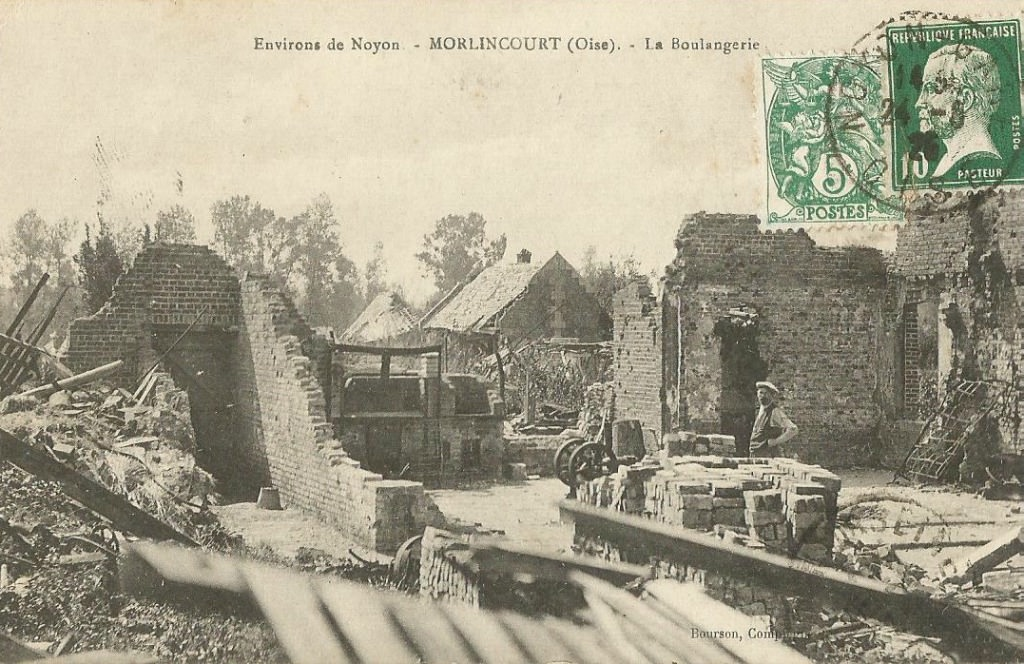
La boulangerie en reconstruction vers 1925
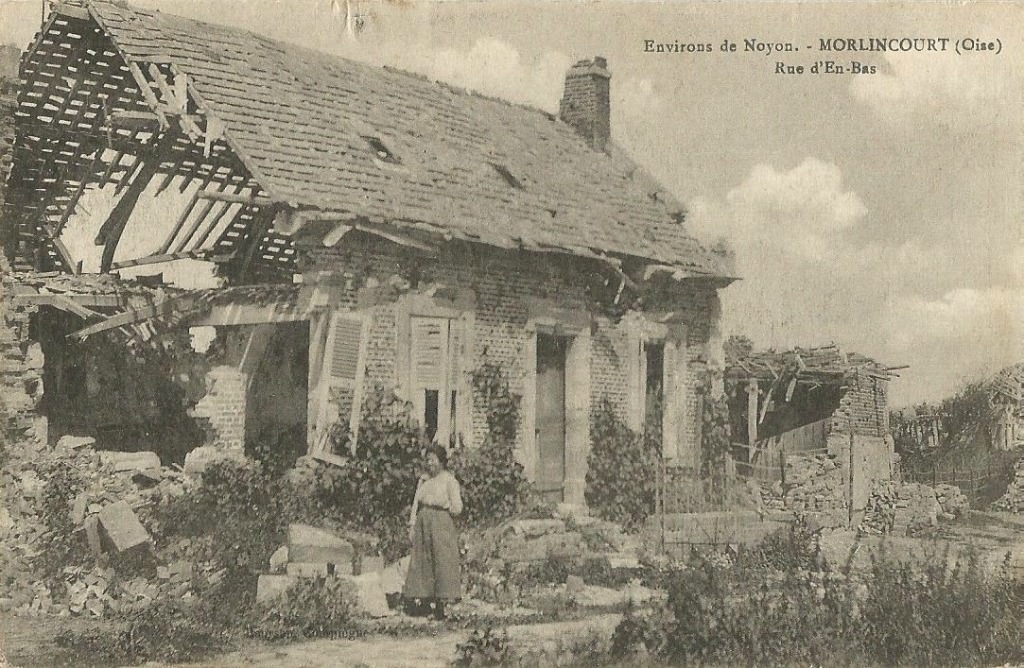
La Rue-d'En-Bas en 1920.
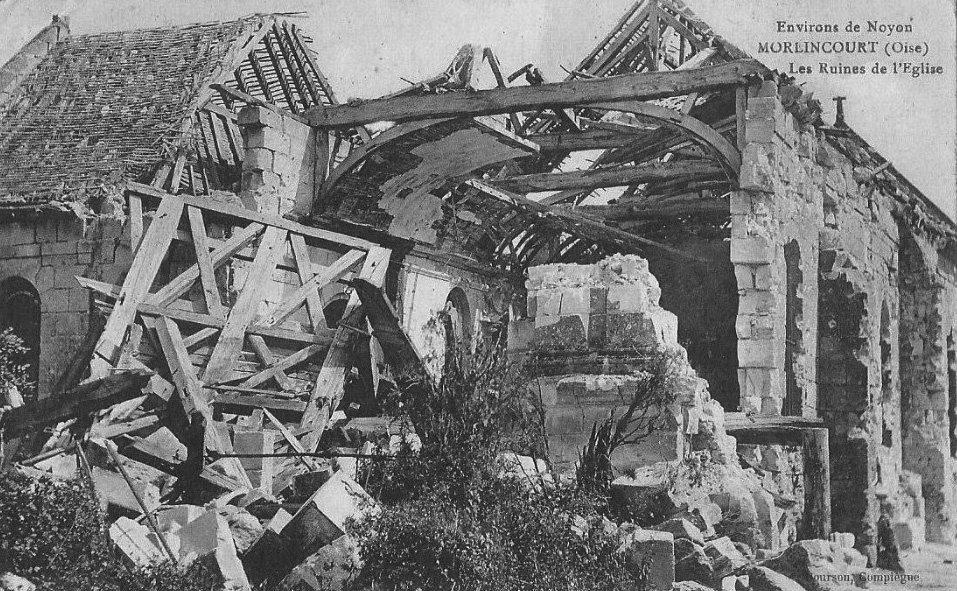
Ruines de l'église à la fin de la guerre.
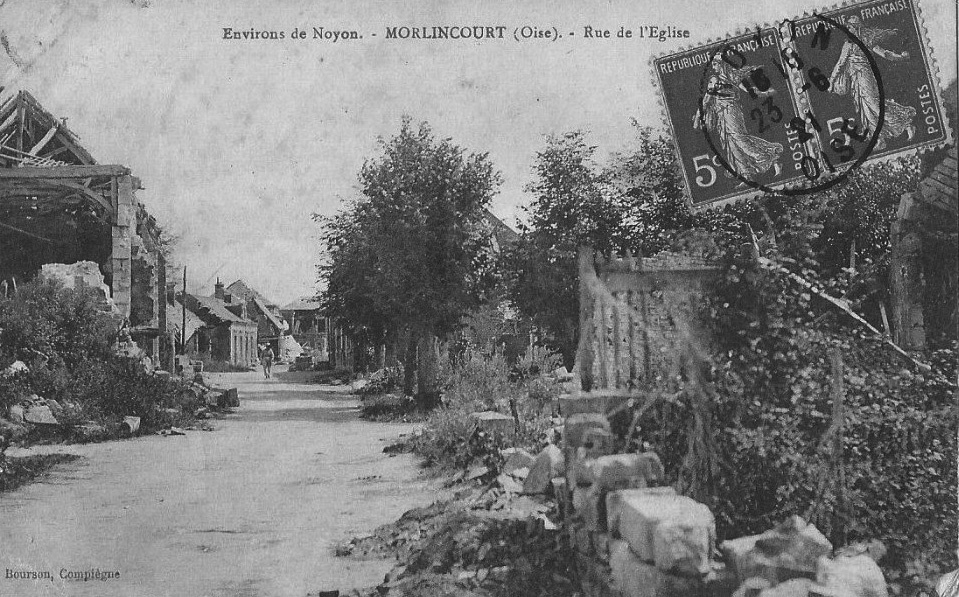
La rue de l'église en ruines.
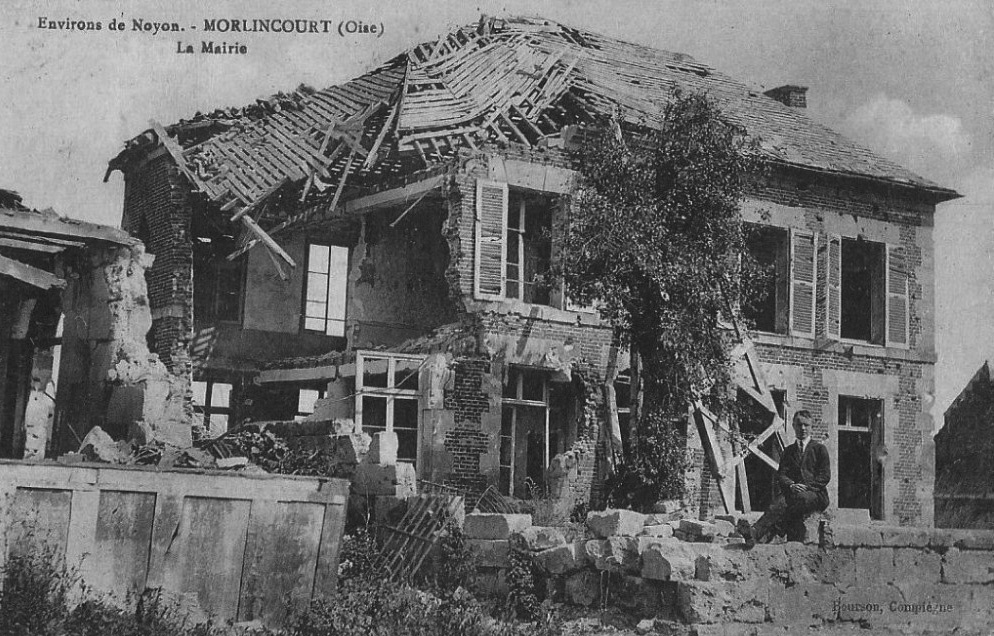
État de la mairie en 1918.
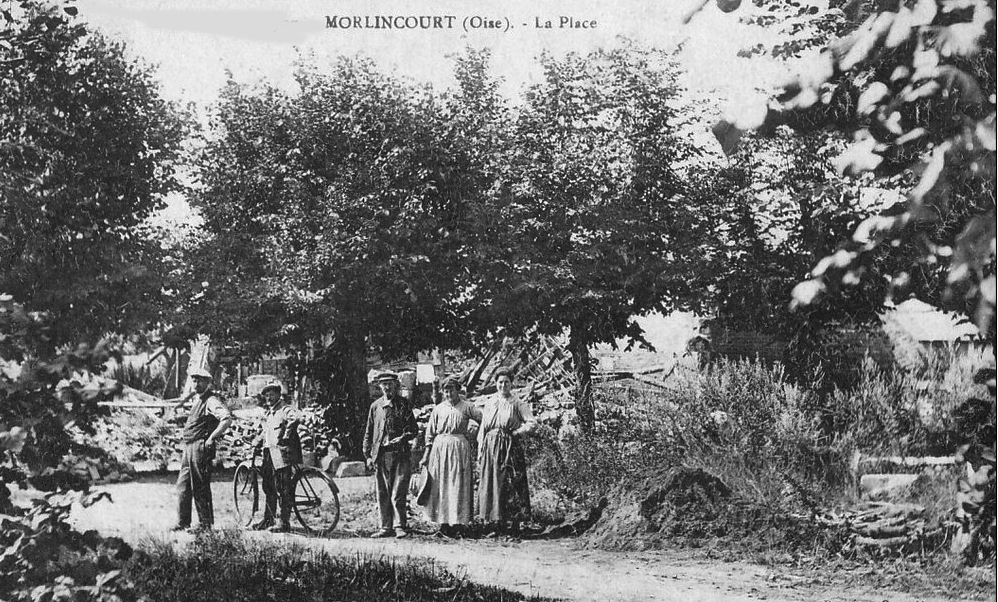
La place après guerre.

Le village est considéré comme détruit à la fin de la guerre et a  été décoré de la Croix de guerre 1914-1918, le 15 février 1921.
Après l'Armistice, peu à peu les habitants reviennent s'installer à Morlincourt. Pour eux commence une longue période de plus de dix ans de reconstruction des habitations (maisons provisoires), des fermes, des bâtiments publics, des routes…

## Politique et administration

### Rattachements administratifs et électoraux

#### Rattachements administratifs
La commune se trouve dans l'arrondissement de Compiègne du département de l'Oise
Elle faisait partie depuis 1801 du canton de Noyon. Dans le cadre du redécoupage cantonal de 2014 en France, cette circonscription administrative territoriale a disparu, et le canton n'est plus qu'une circonscription électorale.

#### Rattachements électoraux
Pour les élections départementales, la commune fait partie depuis 2014 d'un nouveau canton de Noyon porté de 23 à 42 communes
Pour l'élection des députés, elle fait partie de la sixième circonscription de l'Oise.

### Intercommunalité
Morlincourt est membre de la communauté de communes du Pays Noyonnais, un établissement public de coopération intercommunale (EPCI) à fiscalité propre créé en 1994 et auquel la commune a transféré un certain nombre de ses compétences, dans les conditions déterminées par le code général des collectivités territoriales.

### Liste des maires
| Période                                  | Période                        | Identité                  | Étiquette | Qualité |
| ---------------------------------------- | ------------------------------ | ------------------------- | --------- | --- |
| Les données manquantes sont à compléter. |                                |                           |           | |
| 1792                                     |                                | Norbert Milet             |           | |
| 1799                                     |                                | Albin de Saint-Quentin    |           | |
| 1816                                     |                                | François de Grattier      |           | |
| 1820                                     |                                | François Minot            |           | |
| 1822                                     |                                | Paul de Saint-Quentin     |           | |
| 1836                                     |                                | François de Grattier      |           | |
| 1846                                     |                                | François de Saint-Quentin |           | |
| 1850                                     |                                | Louis de Saint-Quentin    |           | |
| 1852                                     |                                | François Blanchette       |           | |
| 1860                                     |                                | Louis de Saint-Quentin    |           | |
| 1861                                     |                                | Adrien de Roucy           |           | |
| 1871                                     |                                | Eugène Denis              |           | |
| 1881                                     |                                | Edouard de Saint-Quentin  |           | |
| 1884                                     |                                | Victor Cavé               |           | |
| 1887                                     | mars 1915                      | Gaston Marie de Roucy     |           | Propriétaire éleveur, officier de réserve Chevalier de la Légion d'honneur à titre posthume Maire mort en déportation par l'ennemi à Wetzlar le 1er mars 1915 |
|                                          |                                | Julien Gauchy             |           | |
| 1919                                     |                                | Jean de Roucy             |           | Fils de Gaston de Roucy, officier de cavalerie, cultivateur éleveur Maire de la Reconstruction                                                                |
| 1945                                     |                                | Adrien Pesant             |           | |
| 1947                                     |                                | Jean de Roucy             |           | |
| 1959                                     |                                | Paul Queste               |           | |
| 1964                                     | 1989                           | Maurice Fichaux           |           | |
| 1989                                     | 2001                           | Pierre Franck             |           | |
| mars 2001                                | avril 2014                     | Jacques Villain           |           | |
| avril 2014                               | mai 2020                       | Daniel Charlet            | SE        | |
| mai 2020                                 | mars 2023                      | Patrick Lefebvre          |           | Cadre retraité Mort en fonction. |
| juin 2023                                | En cours (au 30 novembre 2023) | Marc Degauchy             |           | Ancienne profession intermédiaire |

## Équipements et services publics

### Enseignement
Les enfants de la commune sont scolarisés avec ceux de Varesnes et de Pontoise-lès-Noyon dans le cadre d'un regroupement pédagogique intercommunal.

## Population et société

### Démographie

#### Évolution démographique
L'évolution du nombre d'habitants est connue à travers les recensements de la population effectués dans la commune depuis 1793. Pour les communes de moins de 10 000 habitants, une enquête de recensement portant sur toute la population est réalisée tous les cinq ans, les populations de référence des années intermédiaires étant quant à elles estimées par interpolation ou extrapolation. Pour la commune, le premier recensement exhaustif entrant dans le cadre du nouveau dispositif a été réalisé en 2007.

En 2022, la commune comptait 513 habitants, en évolution de −2,29 % par rapport à 2016 (Oise : +0,87 %, France hors Mayotte : +2,11 %).
| 1793 | 1800 | 1806 | 1821 | 1831 | 1836 | 1841 | 1846 | 1851 |
| ---- | ---- | ---- | ---- | ---- | ---- | ---- | ---- | ---- |
| 246  | 253  | 263  | 232  | 249  | 265  | 250  | 263  | 260  |

| 1856 | 1861 | 1866 | 1872 | 1876 | 1881 | 1886 | 1891 | 1896 |
| ---- | ---- | ---- | ---- | ---- | ---- | ---- | ---- | ---- |
| 246  | 251  | 255  | 252  | 239  | 233  | 251  | 243  | 247  |

| 1901 | 1906 | 1911 | 1921 | 1926 | 1931 | 1936 | 1946 | 1954 |
| ---- | ---- | ---- | ---- | ---- | ---- | ---- | ---- | ---- |
| 275  | 284  | 248  | 435  | 287  | 271  | 274  | 269  | 254  |

| 1962 | 1968 | 1975 | 1982 | 1990 | 1999 | 2006 | 2007 | 2012 |
| ---- | ---- | ---- | ---- | ---- | ---- | ---- | ---- | ---- |
| 250  | 280  | 284  | 356  | 490  | 526  | 490  | 485  | 505  |

| 2017 | 2022 | - | - | - | - | - | - | - |
| ---- | ---- | - | - | - | - | - | - | - |
| 538  | 513  | - | - | - | - | - | - | - |

#### Pyramide des âges
La population de la commune est relativement jeune.
En 2018, le taux de personnes d'un âge inférieur à 30 ans s'élève à 33,6 %, soit en dessous de la moyenne départementale (37,3 %). À l'inverse, le taux de personnes d'âge supérieur à 60 ans est de 24,9 % la même année, alors qu'il est de 22,8 % au niveau départemental.
En 2018, la commune comptait 260 hommes pour 280 femmes, soit un taux de 51,85 % de femmes, légèrement supérieur au taux départemental (51,11 %).
Les pyramides des âges de la commune et du département s'établissent comme suit.
| Hommes | Classe d’âge | Femmes |
| ------ | ------------ | ------ |
| 0,8    | 90 ou +      | 0,7    |
| 5,0    | 75-89 ans    | 6,8    |
| 20,5   | 60-74 ans    | 16,2   |
| 23,2   | 45-59 ans    | 25,5   |
| 18,5   | 30-44 ans    | 15,8   |
| 16,6   | 15-29 ans    | 15,4   |
| 15,4   | 0-14 ans     | 19,7   |

| Hommes | Classe d’âge | Femmes |
| ------ | ------------ | ------ |
| 0,5    | 90 ou +      | 1,4    |
| 5,5    | 75-89 ans    | 7,6    |
| 15,6   | 60-74 ans    | 16,3   |
| 20,8   | 45-59 ans    | 20     |
| 19,4   | 30-44 ans    | 19,4   |
| 17,6   | 15-29 ans    | 16,2   |
| 20,6   | 0-14 ans     | 19,1   |

## Culture locale et patrimoine

### Lieux et monuments
- Église Saint-Etienne (1757). Il faut noter le décor de sa façade, surmontée d'un clocher en charpente et ardoises. Celle-ci est encadrée par deux doubles pilastres à chapiteaux doriques recevant une frise décorée alternativement de triglyphes et de rosaces, têtes humaines ou d'animaux. Le panneau central comprend le portail appareillé en bossage et une niche dont la partie supérieure est somptueusement décorée.
L'intérieur mélange les styles baroque et classique. Quatre colonnes partiellement cannelées encadrent le maître-autel et les deux portes de la sacristie, surmontées de chapiteaux corinthiens et qui reçoivent une arcade en plein cintre en partie centrale et deux entablements, qui se prolongent tout au long des murs gouttereaux, en partie latérale.
Un décor baroque avec cartouche surmonte toutes les fenêtres, remarquable à la troisième travée où une grande niche et une chaire à prêcher au décor éblouissant se font face[44].
- Canal latéral à l'Oise. Une voie verte pour les piétons et cyclistes est disponible fin 2011 incluse dans l'Eurovelo 3 et la Scandiberique qui relie la Norvège (Trondheim) à l'Espagne (Saint Jacques De Compostelle) et la Russie (Moscou).
- L'abribus, décoré en 2019 d'une œuvre du réfugié politique kosovar Dzenis Sulejmani représentant une entrée du métro de Paris[45].

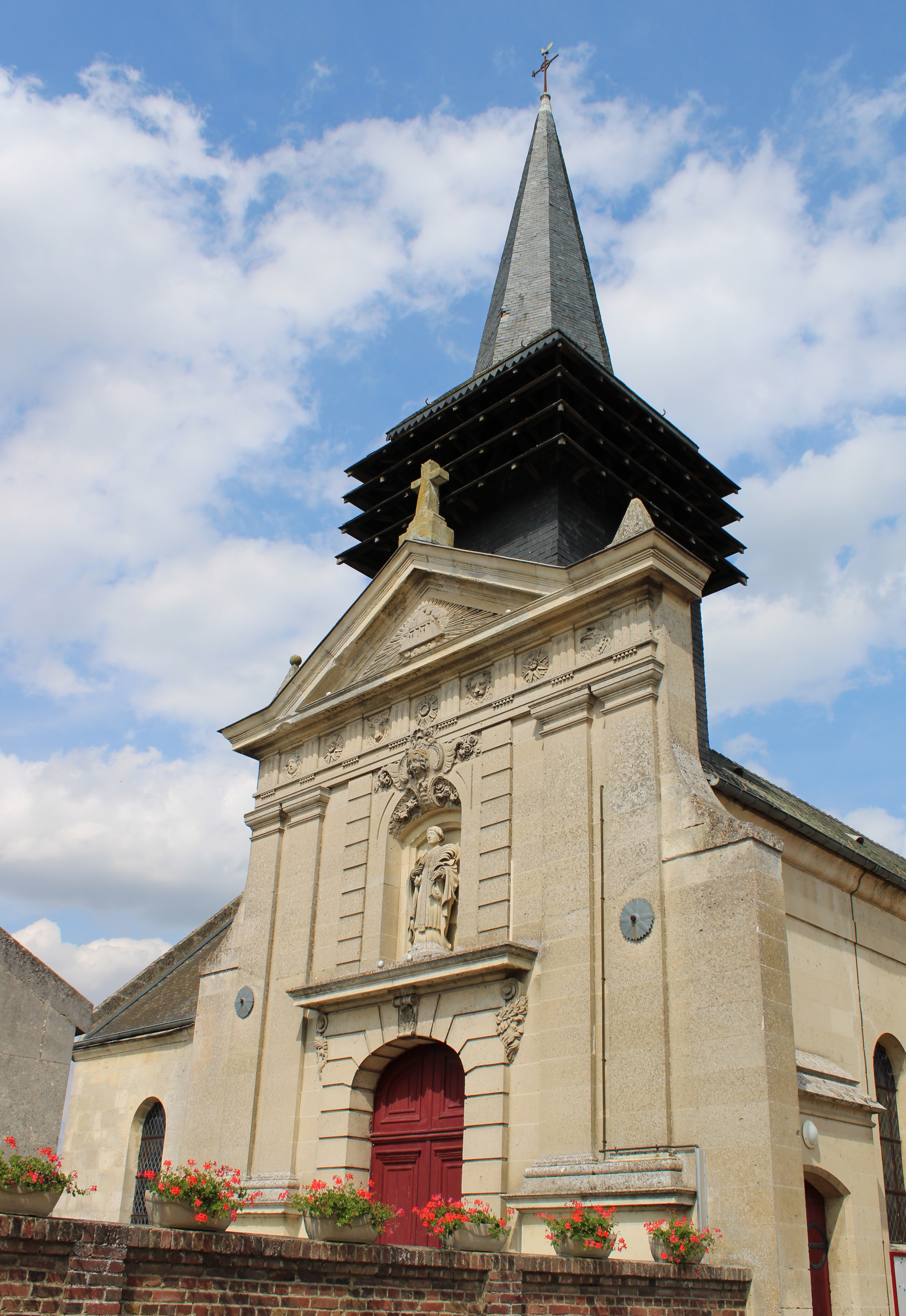
L'église.
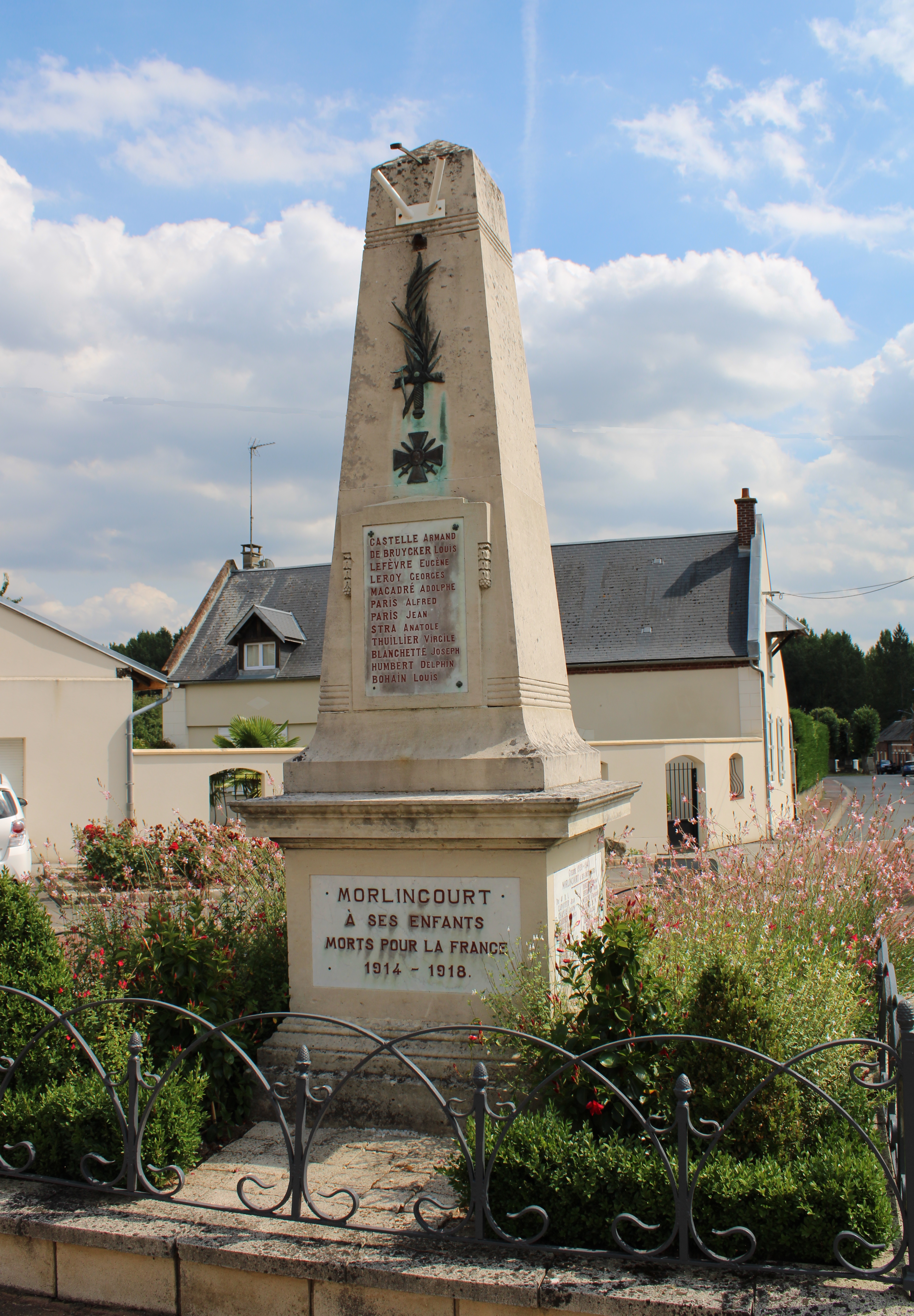
Le monument aux morts.
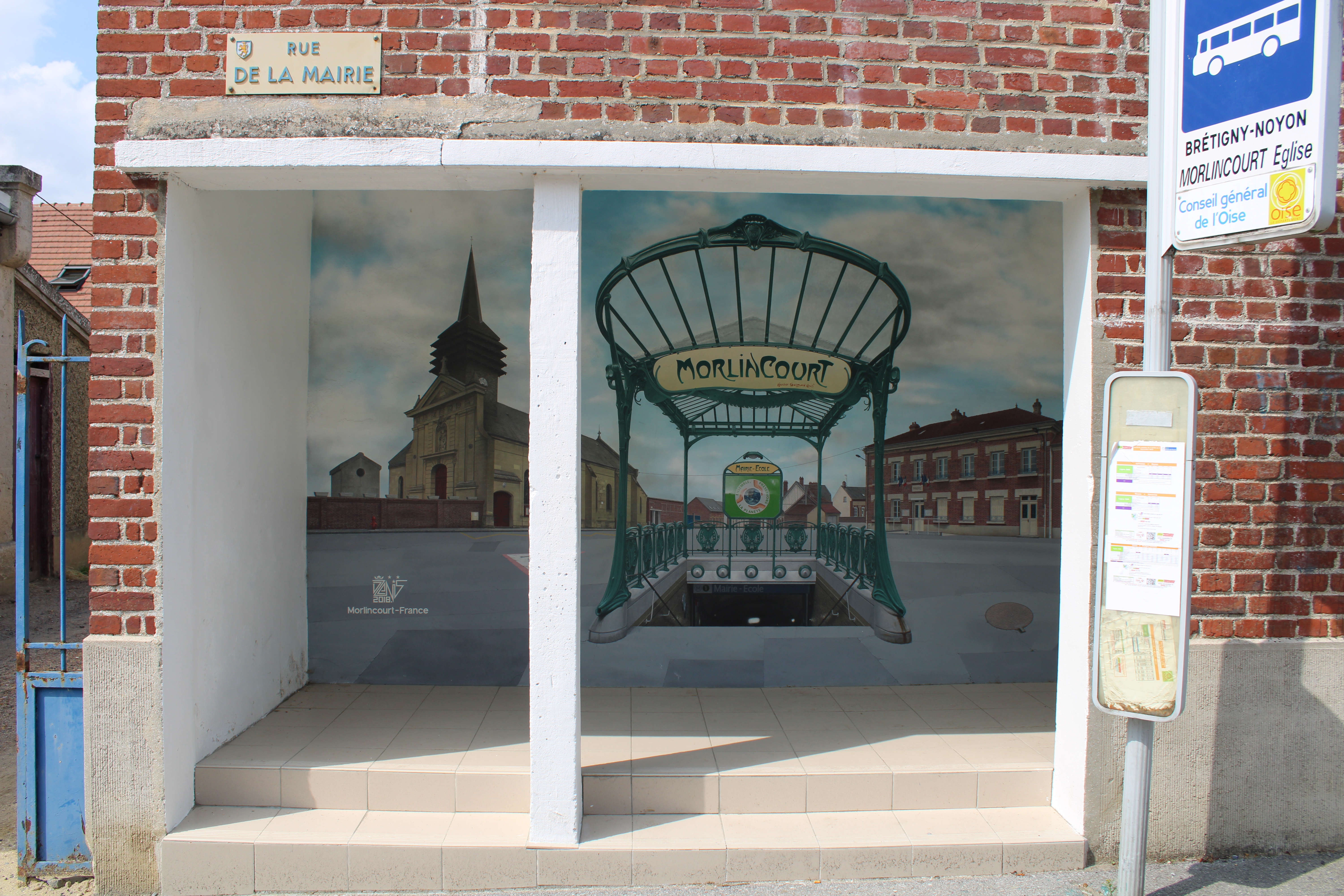
L'abribus décoré d'une manière originale.

## Pour approfondir